# Fezouane
Fezouane (en àrab فزوان, Fazwān; en amazic ⴼⵣⵡⴰⵏ) és una comuna rural de la província de Berkane, a la regió de L'Oriental, al Marroc. Segons el cens de 2014 tenia una població total de 5.089 persones.